# Волзька Болгарія
Во́лзька Болга́рія (чув. Атăлçи Пăлха́р, тат. Идел буе Болгар, трансліт. İdel buyı Bolğar), Во́лзька Булга́рія або Во́лзько-Ка́мська Булга́рія — держава, яка існувала у VII—XIII сторіччі навколо злиття Волги і Ками. Сьогодні, республіки Татарстан, і Чувашія, а також деякі інші області Російської Федерації розташовуються на землях колишньої Волзької Булгарії.

## Витоки
Оскільки булгарські письмові джерела до сьогодення не дійшли, більшість інформації йде від їх сучасників: арабських, перських, індійських, монгольських, татарських або руських джерел. Частину інформації підтверджено розкопками.
Вважається, що землі Волзької Булгарії були спочатку заселені угро-фінськими народами, але під час Великого переселення народів в цих краях оселилися і тюркські племена.
Утворення, відоме під назвою Булгарія (Велика Булгарія), виникло набагато південніше — в Причорномор'ї — у вигляді союзу кочових племен різного походження (прототюрків, протоугро-фінів, протослов'ян). Питання про племена, які були панівними у цьому союзі, остаточно залишається невирішеним. Можливо, у різні періоди влада перебувала у представників різних племен. В джерелах поряд з назвою булгари вживається назва гуни, що може означати, що так звана Гунська держава і Велика Булгарія — насправді одне й те ж утворення в різні періоди свого існування.
Після розпаду цього об'єднання у 665 році від Р. Х., частина тюркомовних булгарів з Приазов'я рушили на північ. За легендами їх очолював Котраг, сина Кубрата. Не пізніше 8-го сторіччя вони досягли злиття Ками з Волгою. Наприкінці 9-го сторіччя булгари об'єднали навколо себе інші племена різного походження, які жили в цій області.
Наприкінці IX-го сторіччя була заснована столиця держави — місто Булгар на 160 кілометрів на південь від сучасної Казані. Більшість дослідників погоджуються, що Волзька Булгарія була частиною Хозарського каганату. Місцеві легенди стверджували, що булгари звільнилися під хозарської влади самотужки вже після прийняття ісламу, але частина дослідників має сумніви, що це могло статися до знищення каганату у 965 році.

## Розквіт

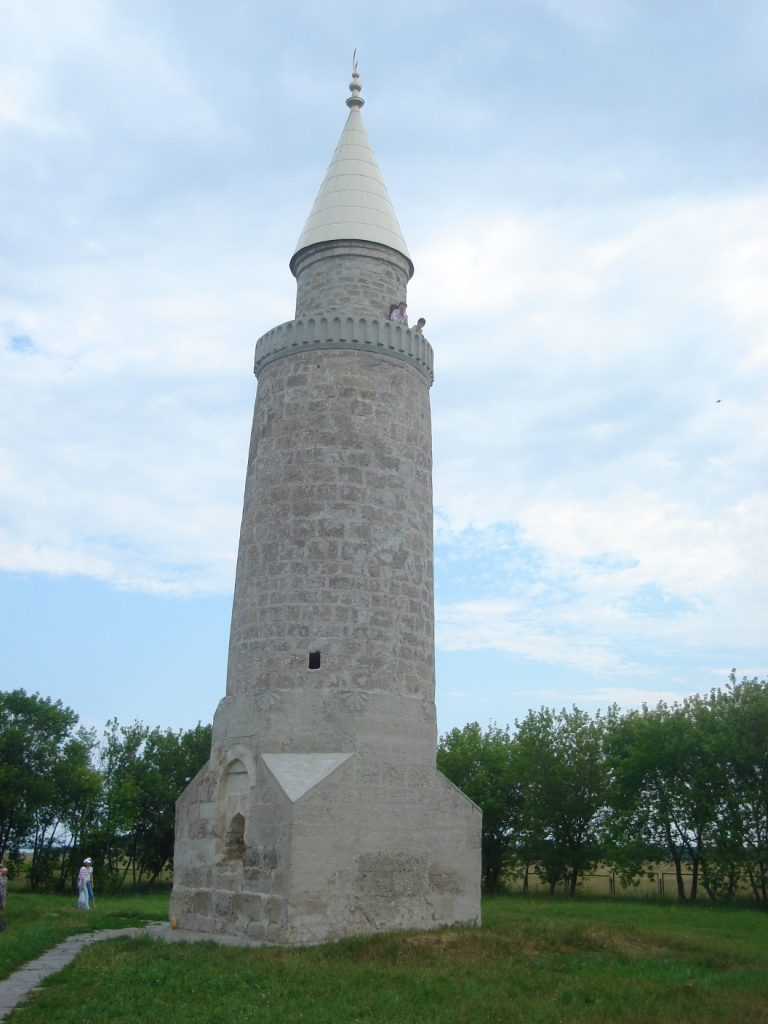
Маленький мінарет в Булгарі

Населення Волзької Булгарії на відміну від Дунайської було переважно тюркомовним: булгари, сувари, барсили, біляри, баланджари і частина буртасів (згідно з ібн Русте). Сучасні чуваші і казанські татари походять від волзьких булгар (з істотними домішками фіно-угрів і кипчаків). Інша частина населення була фінською і угорською (есегели і паскатири), від яких і походять бесерм'яни.
Наприкінці IX — на початку X століття зусиллями согдійських місіонерів у Волзькій Боларії поширюється іслам, остаточно затверджений як державна релігія за правління ельтебера Алмиша, що взяв собі ім'я Джафар ібн Абдаллах. Про ісламізацію держави свідчать срібні монети, вперше в Булгарії відкарбовані Алмишем. Монети випускалися в Булгарі і Суварі впродовж всього X століття, остання з них датується 387 роком за мусульманським календарем (997/998).
Ібн Фадлан був відісланий до аббасидського халіфа Аль-Мухтадира у 922/933, щоб встановити відносини і привезти каді і викладачів шаріату до Волзької Булгарії, а також будівельників для будівництва фортеці.. Проте велика частина населення не прийняла іслам, і на чолі з князем Вирагом залишилася в поганстві, що дало поштовх до утворення чуваської нації. Тенгріанство й інші релігії продовжували використовуватись.
Пануючи у середній течії Волги, Волзька Булгарія тримала в своїх руках торгівлю між Європою і Азією, до хрестових походів (коли з'явились інші торгові маршрути). Столиця, Булгар, була процвітаючим містом, конкуруючи за розміром і багатством з найбільшими центрами мусульманського світу. Торгові партнери булгар були вікінги, Б'ярмія, югра і ненеці на півночі та Багдад і Константинополь на півдні, Західна Європа, Китай. Інші головні міста: Bilär (Біляр), Сувар, Qashan(Кашан) і Cükätaw Жукотин. Сучасні міста Казань і Єлабуга були засновані як прикордонні фортеці Волзької Булгарії.

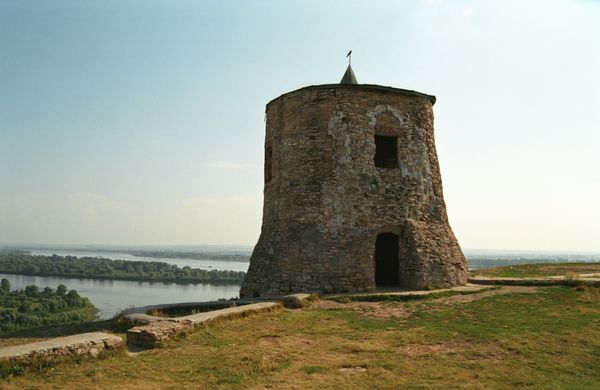
Башта на «Чортовому городищі» у Єлабузі, 12-те сторіччя

Деякі з міст Волзької Булгарії досі не знайдені, але вони згадуються в староруських джерелах. Ними є: Aşlı (Ашли), Tuxçin (Тукчин), İbrahim (Бряхімов), Тау Ілі. Деякі з них були зруйновані після і протягом монгольського вторгнення.
З часом склалося уявлення про те, що мешканці Булгарії є захисниками «крайньої межі» ісламського і загалом цивілізованого світу від нападів варварів ззовні — збереглася, зокрема, легенда, за якою саме на її землі Александр Македонський переміг народи ґоґ і маґо́ґ та збудував великий захисний мур, залишки якого і мали боронити булгари.
В XI ст. Волзька Булгарія була спустошена декількома походами Руських князів. У ХІІ та ХІІІ століттях правителі Ростовсько-Суздальського князівства Андрій Боголюбський і Всеволод Велике Гніздо систематично робили походи на міста Волзької Булгарії (Ошель). Під їхнім натиском із заходу, булгарам довелось перемістити столицю з Булгара в Біляр (столиця до 1236).

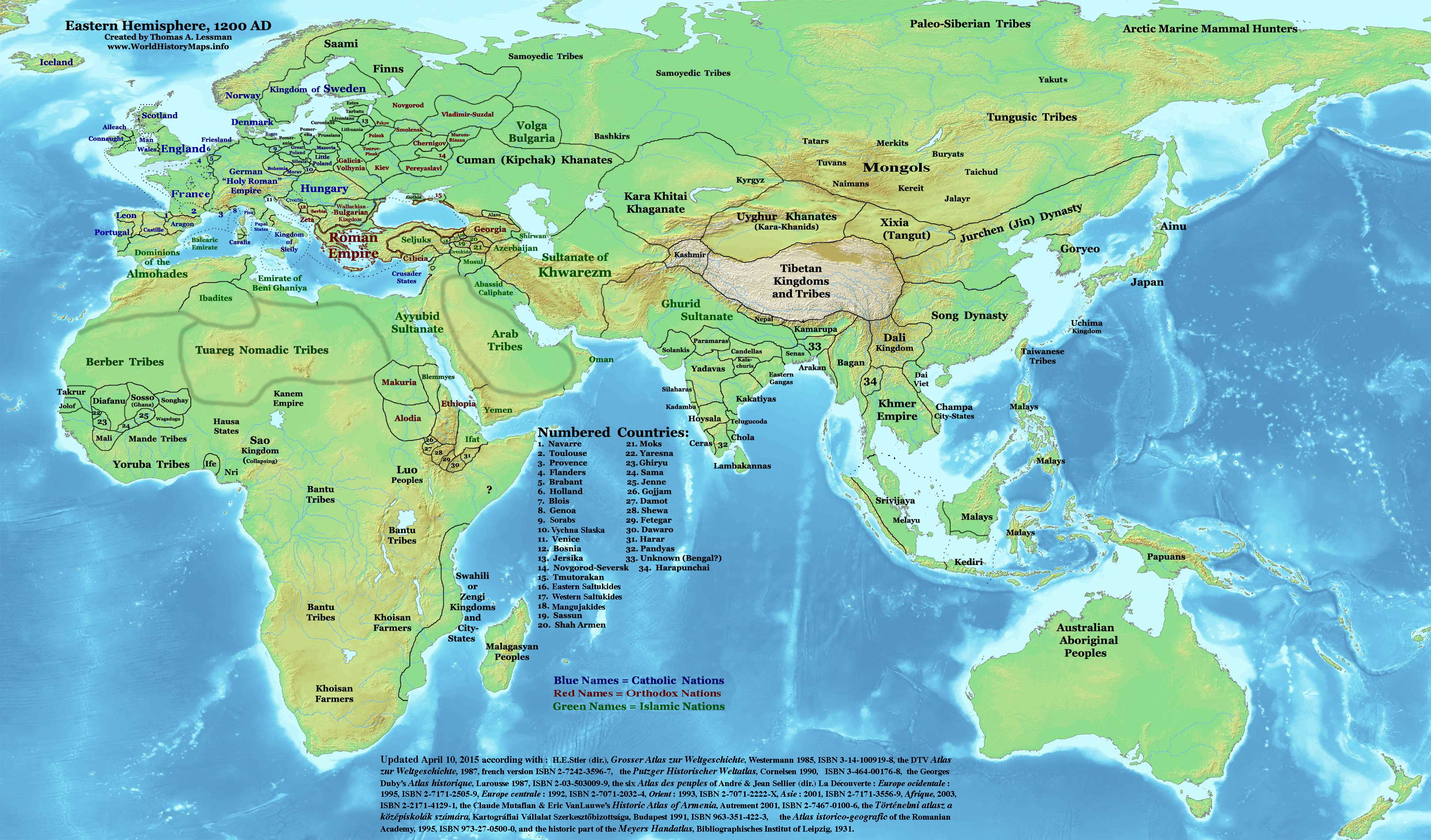
Волзька Булгарія в Євразії на 1200

## Занепад

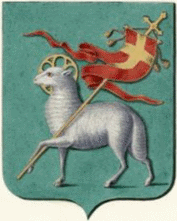
Російський герб Волзької Болгарії: в зеленому полі срібний агнець, що йде з червоною хоругвою, на якій срібний хрест; ратище золоте.

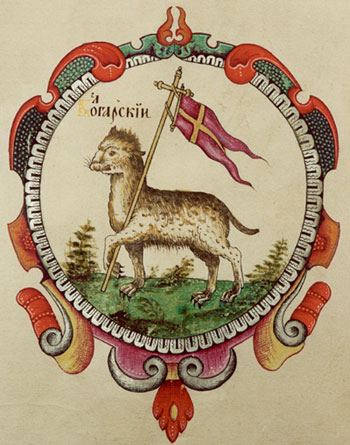
Печать Болгарська. «Велика государева книга або Корінь російських государів» (1672 рік).

У вересні 1223 року біля Самари головному загону Чингізової армії під головуванням Урана, сина Субедея було завдано поразку в битві при Самарській Луці. У 1236 році монголи повернулись, але у них зайняло п'ять років, щоб підкорити цілу країну, яка у той час страждала від внутрішньої війни. Надалі Волзька Булгарія стала частиною улусу Джучі, або Золотої Орди, столиця якої спочатку знаходилася саме в Булгарі і лише згодом була перенесена до Сараю. Вона мала поділ на декілька князівств; кожне з них стало васалом Золотої Орди і отримало певну автономію. У 1430-му Казанське ханство було встановлено як найголовніше з цих князівств.
У 1487 році московитські війська зайняли Казань, в результаті чого був встановлений московський протекторат над ханством, який тривав до 1521 року, а Великий князь московський Іван III Васильович додав до свого титулу «Великий князь Болгарський» (залишаючись васалом кримського хана Менглі І Герая).